# Варварин
Ва́рварин (серб. Варварин / Varvarin) — город в Сербии, административный центр одноимённого муниципалитета в Расинском районе. Лежит на левом берегу Моравы, на плато высотой 144 метра над уровнем моря. По данным переписи 2022 года город населяет 1805 человек.

## География

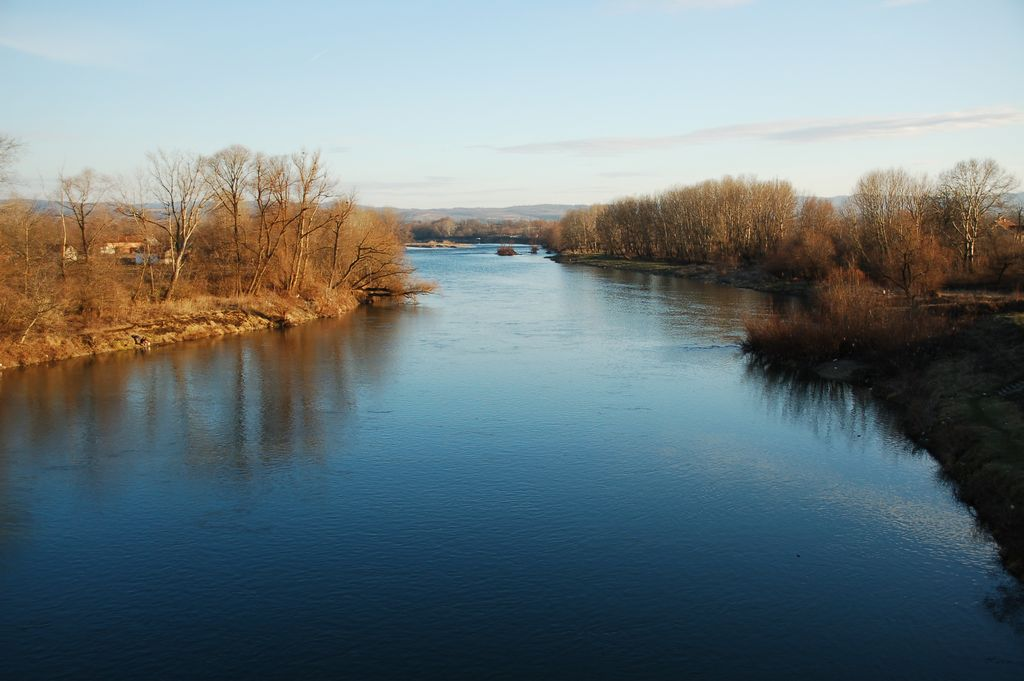
Морава в районе Варварина

Варварин располагается в Центральной Сербии, в регионе Темнич, на реке Мораве.

## История
Название Варварина, городского района, исходит из названия деревни, появившейся на месте современного города намного раньше, хотя город в течение длительного периода был известен как Белая Церковь (XVIII—XIX века). Варварин стал известен во времена пришествия на эту территорию арумын из Старой Сербии и Греции для развития этого региона. В результате их усилий, 29 сентября 1882 года указом короля Михаила Обреновича о присвоении Варварину статуса посёлка. О происхождении названия Варварин существует много легенд. По некоторым данным, потому что турки, пытаясь найти труп Икония, Тодора из Сталача, вырезали большое количество населения, показав себя варварами. По другим данным, во время осады города Сталач, старая женщина по имени Варвара послала турок в другую сторону, чтобы обойти город, откуда они вышли на гусей, гуляющих по берегу Моравы. И третья версия, турки совершили варварский акт, сожгли весь город и убили всех, кого они смогли найти. 

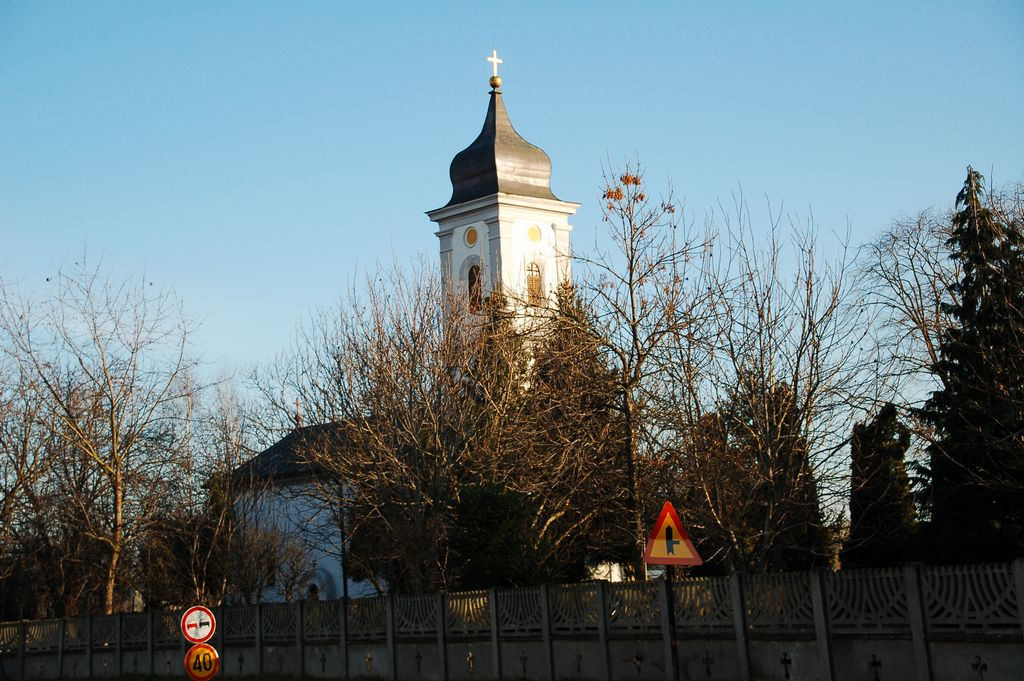
Православная церковь в Варварине

 Археологические находки свидетельствуют о том, что с давних времён жизнь в этом регионе развивалась быстрыми темпами. Во время раскопок на месте Варварина, были найдены 4000-летние следы римского периода, что подчеркивало нахождение варварского корпуса. Бронзовое распятие из XII века, найденного в Варварине, на земле средневековой Сербии, с элементами византийского искусства, показано на семинаре романских языков на Западе. Сейчас оно находится в Национальном музее в Белграде. В 2008 году начались систематические раскопки ранневизантийских укреплений с VI века. Благодаря начавшимся раскопкам, группа археологов сумела найти древнюю базилику-крепость размером 130 метров.

Как административный, экономический и культурный центр Темнича, Варварин стал развиваться после освобождения от турецкого ига вследствие Первого и Второго сербских восстаний. Накануне Второго сербского восстания Варварин вошёл в состав Сербского княжества, а именно в Ягодинскую нахию и Темничское княжество, до 1834 года, пока Сербия была поделена на различные части. Варварин получил территорию в 368 гектаров. Население постоянно варьировалось. 

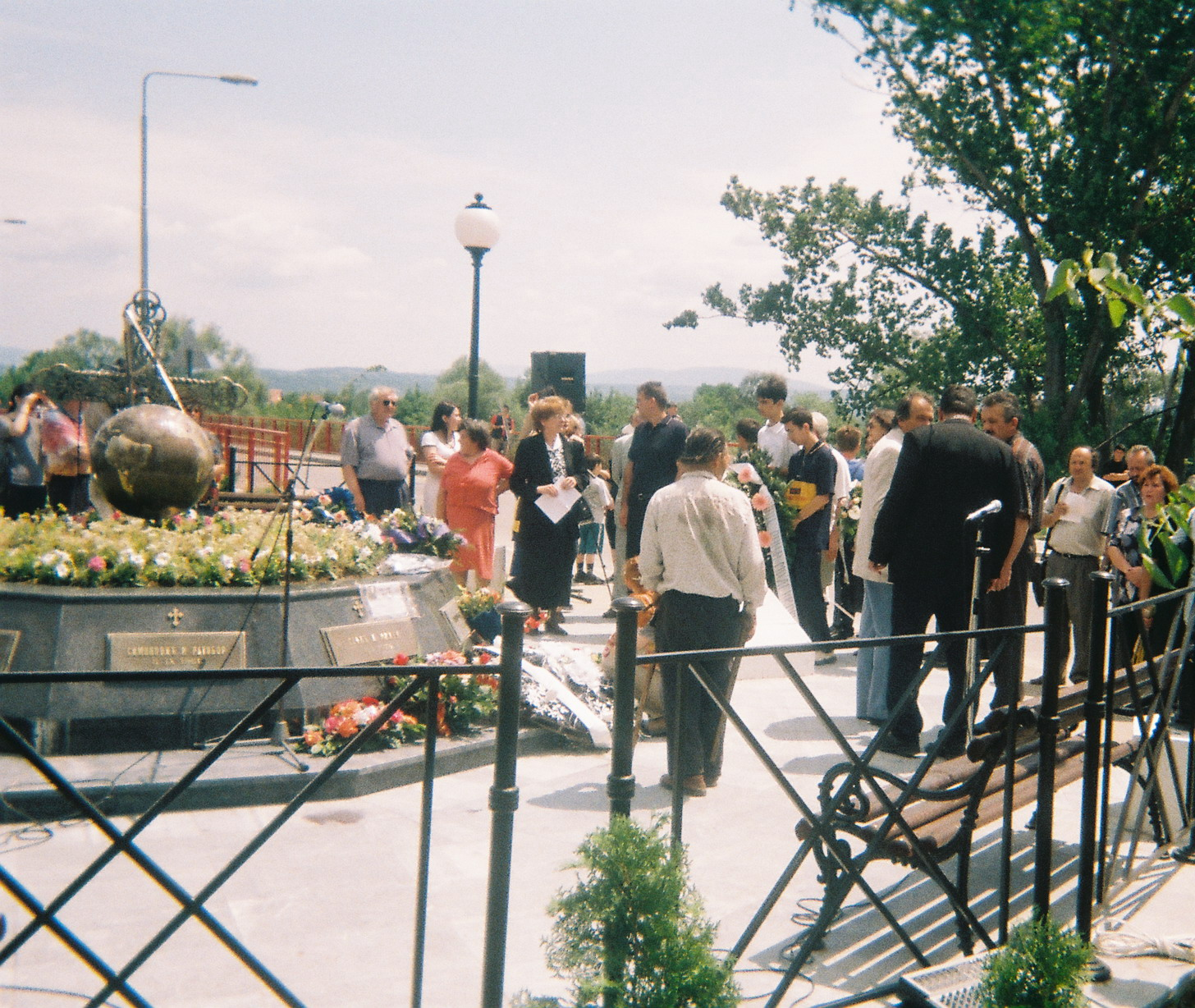
Минута молчания возле памятника погибшим на Варваринском мосту

 Так, в 1866 году в Варварине проживал 951 человек. По переписи населения 1948 года всего проживало 1090 человек, а в 1991 году население поднялось до 2306 человек. Это составляло 9,7 % от общего населения округа. В последние годы население Варварина замечена большая миграция сербского населения из Варварина. Сейчас активное население составляет 44,5 % от общего в округе.
Самая значимая дата в истории города — это 30 мая 1999 года, когда в воскресенье, в День Святой Троицы и большой еженедельной ярмарки, примерно в час дня, четыре военных самолёта НАТО сбросили бомбы на Варваринский мост. В результате бомбардировки погибло 10 человек, более 30 человек ранены. Одной из погибших была Саня Миленкович, ученица Математической гимназии Белграда. Семьи погибших подали иск в Международный суд с целью возмещения ущерба, но получили отрицательный ответ из Конституционного суда Германии лишь в 2013 году.

## Население
Взрослое население Варварина составляет 1761 человек, а средний возраст — 39,7 лет (37,7 среди мужчин и 41,5 среди женщин). Количество семей — 735, а среднее количество членов семей составляет 2,99. Основное население — сербы (перепись населения 2002 года)

### Национальный состав
Этнический состав населения:
- Сербы — 2149 человек (97,77 %)
- Черногорцы — 6 человек (0,27 %)
- Македонцы — 6 человек (0,27 %)
- Болгары — 6 человек (0,27 %)
- Горанцы — 5 человек (0,22 %)
- Хорваты — 4 человека (0,18 %)
- Немцы — 2 человека (0,09 %)
- Чехи — 1 человек (0,04 %)
- Югославы — 1 человек (0,04 %)
- Не указали — 12 человек (0,54 %)

## Экономика
«Экономическая мощь» Варварина сосредоточена в следующих предприятиях: ПИК «Варваринское поле», Бройлер-птицеферма и т. д.
Кроме органов самоуправления в Варварине также располагаются: Муниципальный суд, Управление градостроительства, Управление геодезии, Служба социальной защиты населения со службой социальной инспекции и др.

## Культура

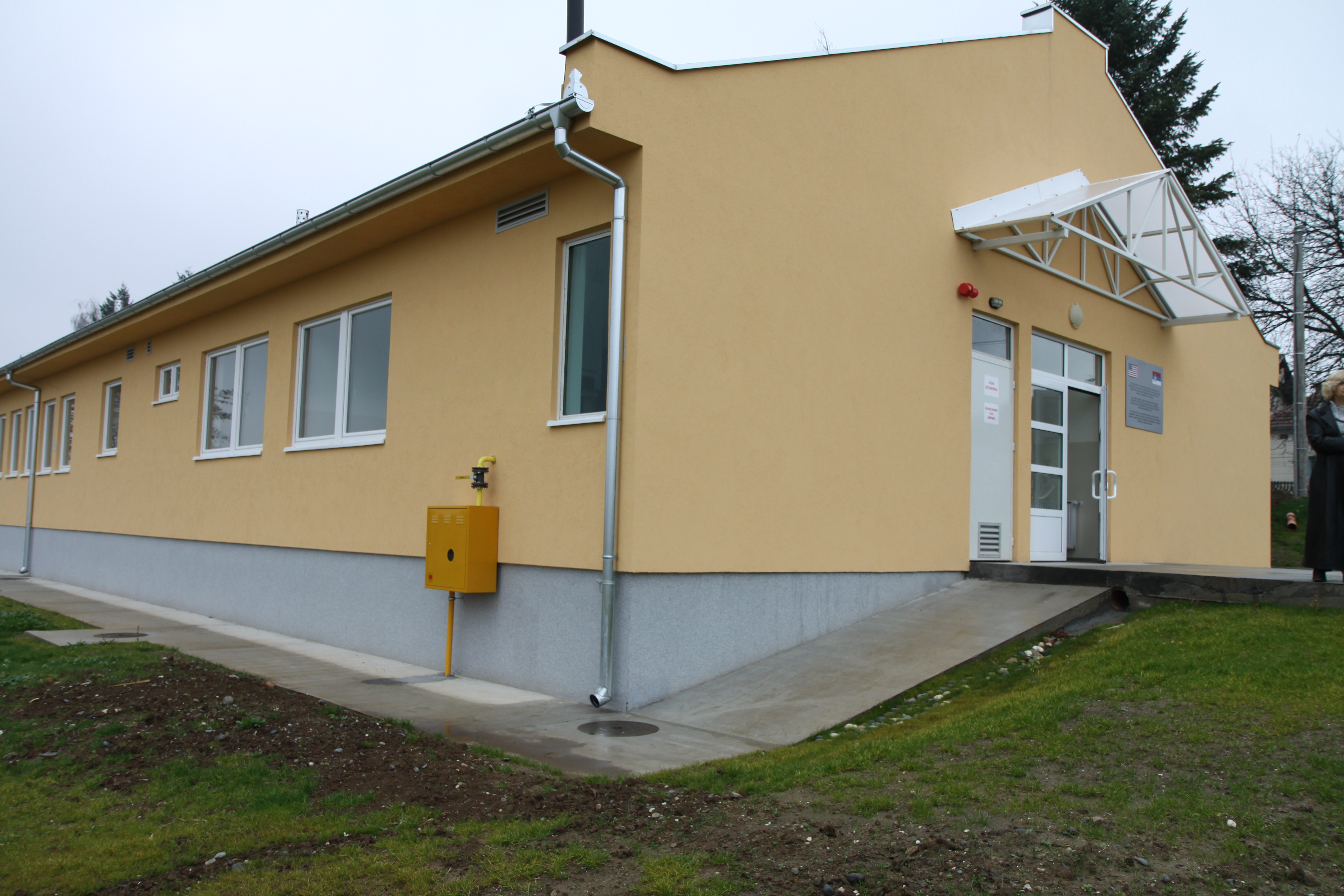
Дом для детей с ограниченными возможностями здоровья, построенный на средства американского корпуса инженеров

Памятниками культуры Варварина являются:
- Княжеская мельница
- Церковь Пресвятой Богородицы (построенная Милошем Обреновичем) с гробницей князя Милеты Обреновича
- Памятник Йове Курсуле

Какое-то время в Варварине находился филиал Художественного Университета Приштины, перенесённый до войны в Косово 1999 года.
Здесь располагается Муниципальная библиотека Варварина.